# Gesztenyebarna veréb
A gesztenyebarna veréb (Passer eminibey) a madarak osztályának verébalakúak (Passeriformes)  rendjébe és a verébfélék (Passeridae) családjába tartozó faj.

## Rendszerezése
A fajt Gustav Hartlaub német ornitológus írta le 1880-ban, a Sorella nembe Sorella eminibey néven.

## Előfordulása
Afrikában, Dél-Szudán, Etiópia, Kenya, Szomália, Szudán, Tanzánia és Uganda területén honos.
Természetes élőhelyei a szubtrópusi vagy trópusi füves puszták, szavannák és cserjések, valamint másodlegos erdők, szántóföldek, vidéki kertek és városi régiók. Állandó, nem vonuló faj.

## Megjelenése
Testhossza 12 centiméter, testtömege 12-17 gramm.
|  |

## Természetvédelmi helyzete
Az elterjedési területe nagyon nagy, egyedszáma pedig stabil. A Természetvédelmi Világszövetség Vörös listáján nem fenyegetett fajként szerepel.